# Federazione cestistica del Ghana
La Federazione cestistica del Ghana è l'ente che controlla e organizza la pallacanestro in Ghana.
La federazione controlla inoltre la nazionale di pallacanestro del Ghana e ha sede a Accra.
È affiliata alla FIBA dal 1962 e organizza il campionato di pallacanestro del Ghana.